# Talang Jaya Raya II
Talang Jaya Raya II is een bestuurslaag in het regentschap Banyuasin van de provincie Zuid-Sumatra, Indonesië. Talang Jaya Raya II telt 1640 inwoners (volkstelling 2010).